# Playa de Las Salinas (San Pedro del Pinatar)
La playa de Las Salinas se encuentra situada en la Región de Murcia, en el espacio protegido regional de las Salinas y Arenales de San Pedro del Pinatar, y constituye una playa abierta al Mediterráneo. A su entrada se sitúa un puesto informativo sobre el parque.
Se trata de una de las playas de La Llana, es la más próxima al puerto. Por consiguiente es muy frecuentada por su facilidad de acceso directamente desde los aparcamientos del puerto. Para acceder a las otras dos playas de La Llana se puede atravesar a pie.

## Galería de Imágenes

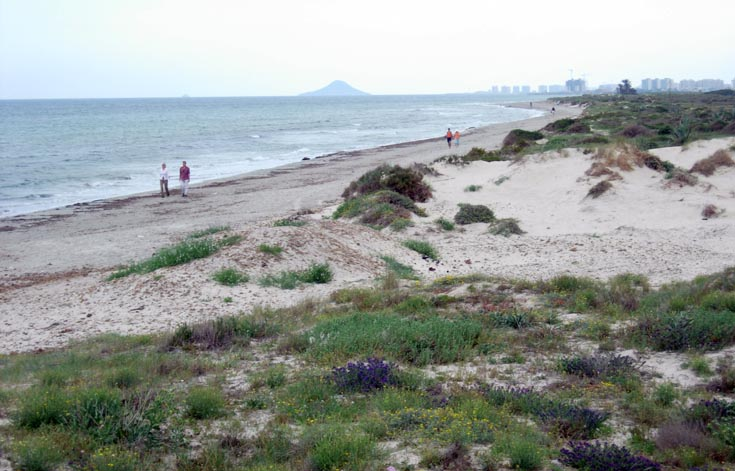
Las dunas del parque bordean la playa.
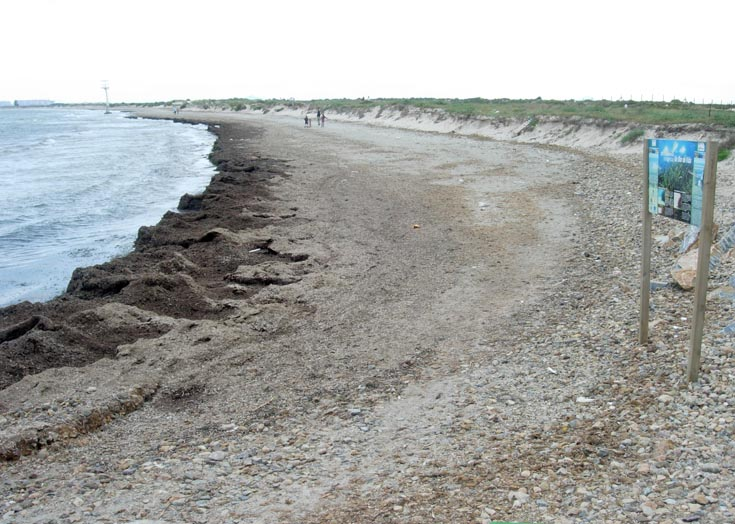
El acceso desde el aparcamiento es muy sencillo.

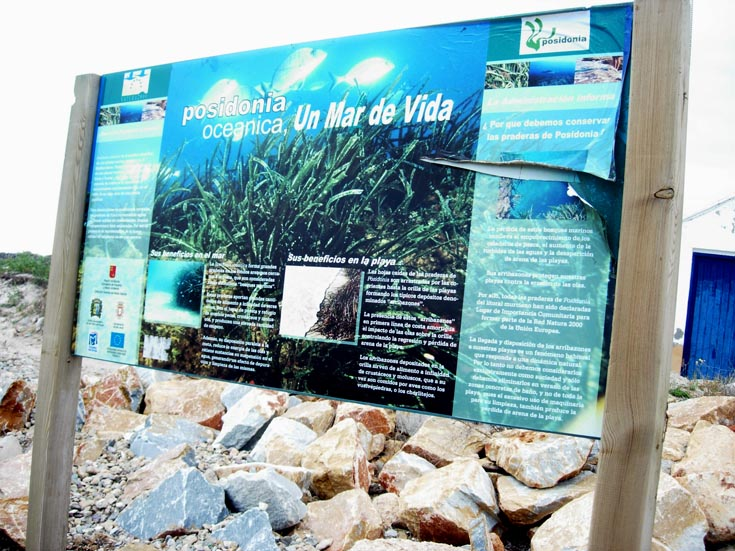
Un cartel nos advierte de la importancia de la posidonia.
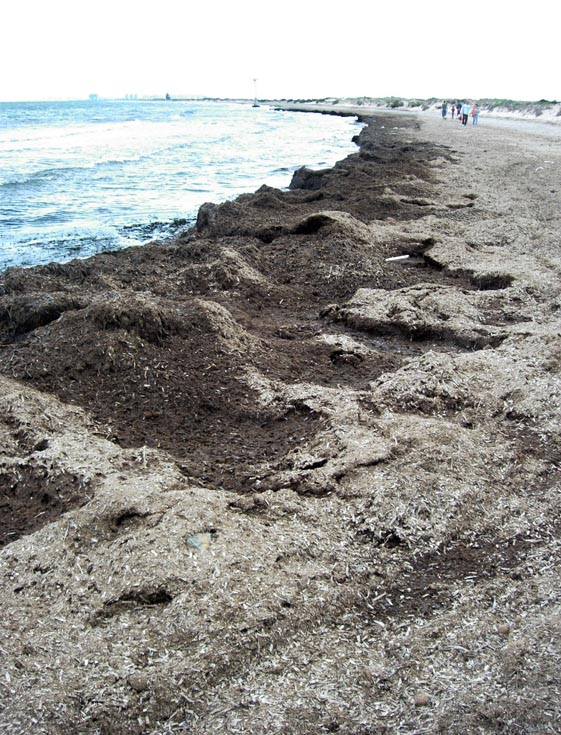
Los restos de posidonia se mantienen en la playa.

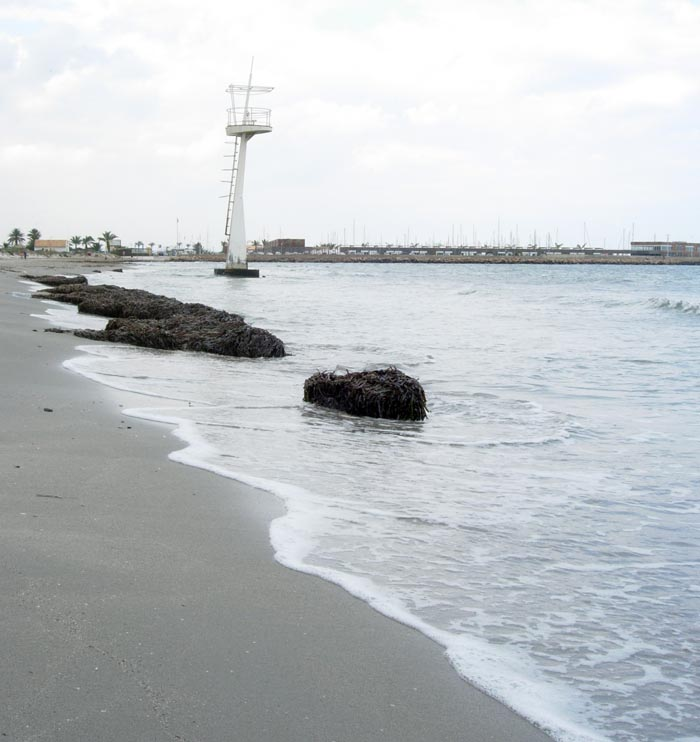
Vista de la playa en primavera.
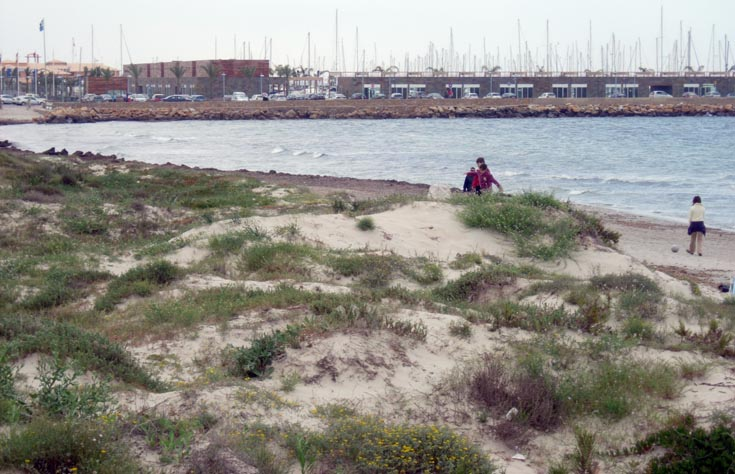
Otra vista con el puerto al fondo.

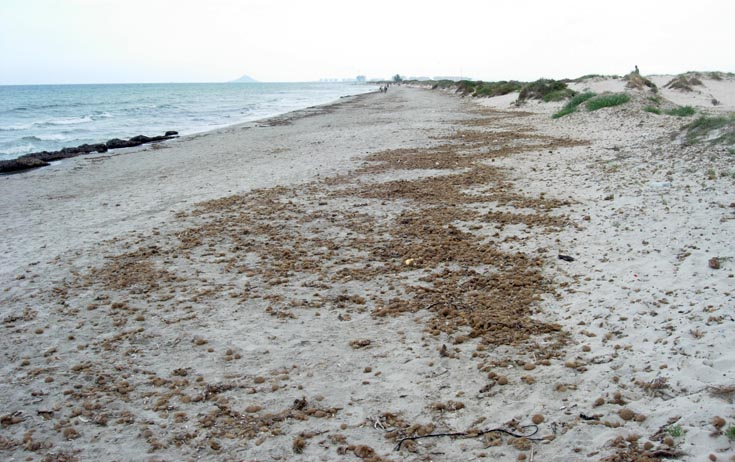
Vista general.
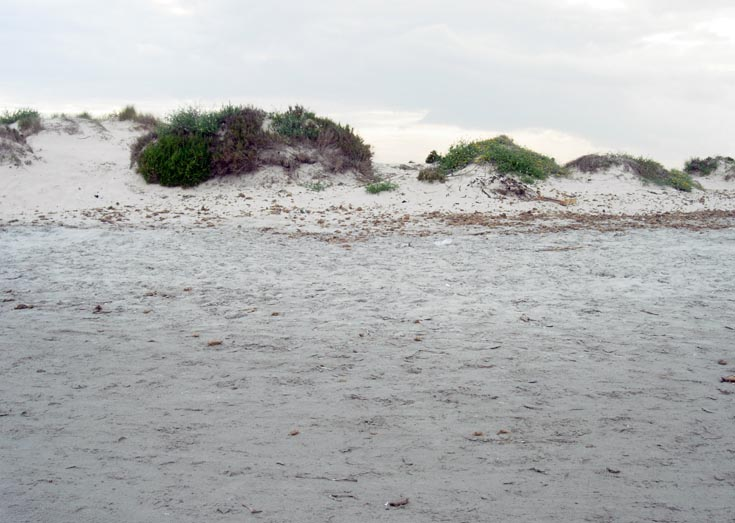
El acceso a las dunas es directo.
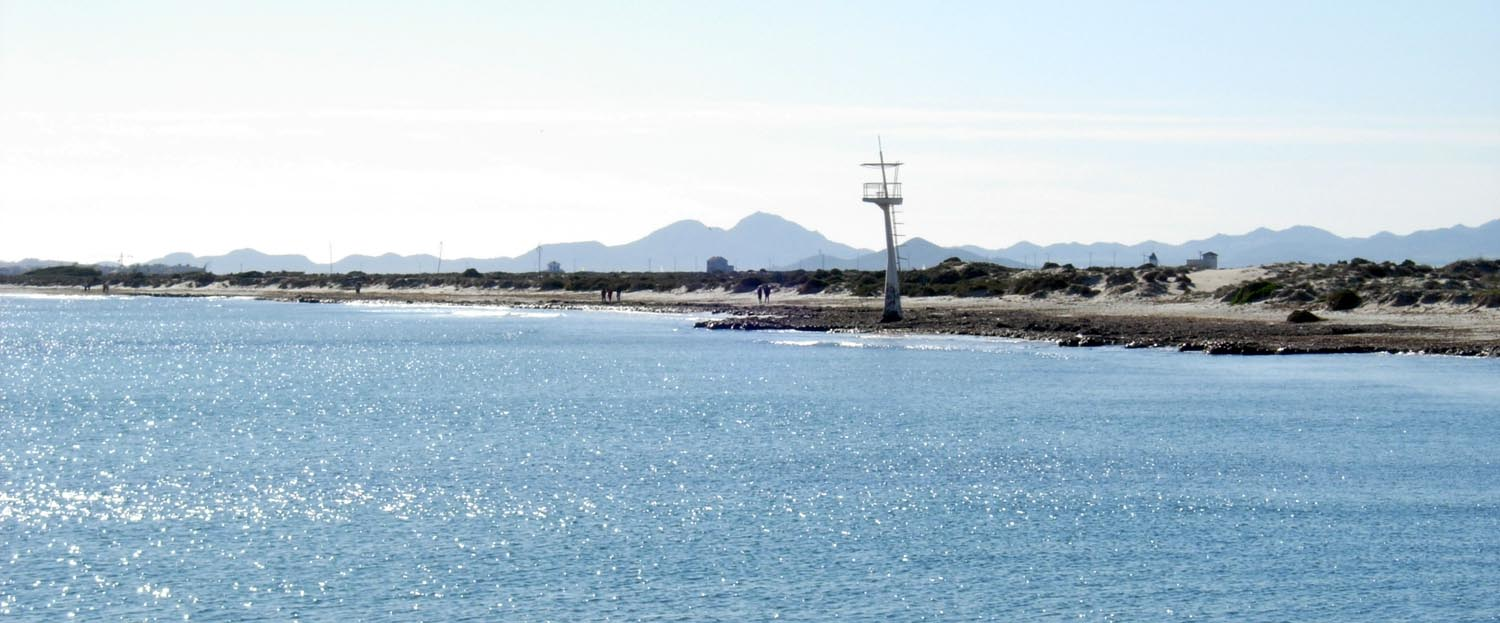
Vista general en otoño.